# Aitor Aldalur
Aitor Aldalur Agirrezabala (Tolosa (Guipúzcoa), 26 de diciembre de 1991) es un futbolista español que juega de lateral derecho en el Rayo Majadahonda de la Primera RFEF.

## Trayectoria
Nacido en Tolosa (Guipúzcoa), es un jugador formado en la cantera de la Real Sociedad de Fútbol. Dentro del club donostiarra iría quemando etapas en Zubieta, hasta llegar a debutar en la temporada 2009-10 con la Real Sociedad "B" en la Segunda División B de España.
En la temporada 2010-11, con apenas 19 años formaría parte de la plantilla de la Real Sociedad "B", superando los mil minutos en el campo. En la temporada 2011-12, firma en calidad de cedido en la SD Amorebieta, llegando a jugar la fase de ascenso a Segunda División. En 2012, tras rescindir su contrato con el filial txuri-urdin, firma en propiedad por la SD Amorebieta con el que disputa la temporada 2012-13, quedando en sexta posición en la liga. En la campaña 2013-14, sería jugador del Lleida Esportiu del Grupo III de la Segunda División B de España, con el que volvió a disputar la fase de ascenso a la categoría de plata.
En la temporada 2014-15, el lateral derecho firma por el Barakaldo CF de la Segunda División B de España, en calidad de cedido por el conjunto catalán. En verano de 2015, firma por la SD Leioa en la Segunda División B de España, en el que juega durante dos temporadas. En la temporada 2017-18, comenzaría como jugador del Racing de Ferrol en el que disputa 22 partidos y en enero de 2018, firma por el CD Toledo, con el que acabaría la temporada. En la temporada 2018-19, firma como jugador del Burgos CF de la Segunda División B de España, en el que disputa 24 partidos.
En verano de 2019, firma por la SD Amorebieta de la Segunda División B de España, en el que disputa 24 partidos, anotando un gol. En la temporada 2020-21, jugaría la cifra de 24 partidos, en los que anotaría un gol. El 22 de mayo de 2021, logró el ascenso a la Segunda División de España, tras vencer en la final de la eliminatoria de ascenso al Club Deportivo Badajoz en el Nuevo Vivero, por cero goles a uno. En la campaña 2021-22, formaría parte de la plantilla del SD Amorebieta en la Segunda División. El 16 de octubre de 2021, hace su debut en la Segunda División, en un encuentro frente al FC Cartagena, que acabaría por derrota por dos goles a tres.
En julio de 2022, se incorporó al Rayo Majadahonda de Primera RFEF.

## Clubes
| Club                  | País   | Temporada |
| --------------------- | ------ | --------- |
| Real Sociedad B       | España | 2009-2011 |
| SD Amorebieta         | España | 2011-2013 |
| Lleida Esportiu       | España | 2013-2014 |
| Barakaldo CF (Cedido) | España | 2014-2015 |
| SD Leioa              | España | 2015-2017 |
| Racing de Ferrol      | España | 2017      |
| CD Toledo             | España | 2018      |
| Burgos CF             | España | 2018-2019 |
| SD Amorebieta         | España | 2019-2022 |
| Rayo Majadahonda      | España | 2022-Act. |